# Poulet malgré lui
Poulet malgré lui (You Were Never Duckier) est un cartoon, réalisé par Chuck Jones et sorti en 1948, qui met en scène Daffy Duck et Hennery le faucon.